# Montbrun-Lauragais
Montbrun-Lauragais (em occitano:  Montbrun de Lauragués) é uma comuna francesa na região administrativa da Occitânia, no departamento do Alto Garona. Estende-se por uma área de 10.92 km², com 633 habitantes, segundo o censo de 2018, com uma densidade de 58 hab/km².